# Памятник Юрию Великановичу
Памятник Юрию Великановичу — ныне утраченный памятник Юрию Великановичу работы Теодозии Брыж, который был установленный во Львове в декабре 1982 года. Разрушен вандалами в 2017 году.

## История
Памятник был разработам скульптором Теодозии Брыж и установлен в 1982 году около входа в парк «Железные воды».
Изящная и легкая скульптура юноши в форме испанского республиканца тридцатых годов, который сидит на камне и прижимает к груди записную книжку или блокнот со стихами.
Памятник неоднократно подвергался актам вандализма нацистов, которые отрезали памятнику голову, раскрашивали губы, глаза и ногти, на нём рисовали свастику и так далее.
В 2010 году вандалы отрезали памятнику голову
В 2015 году после вандализма памятник демонтировали, чтобы отреставрировать, почистили и поставили на место.
2 декабря 2017 года вандалы отломили памятник от постамента и испачкали постамент памятника надписью красной краской «Комуняку геть». На место прибыли сотрудники Сиховского районного отделения полиции.